# Walter Mischok
Walter Mischok (geboren am 11. Oktober 1928 in Königshütte (Oberschlesien); gestorben am 23. Dezember 2023) war ein deutscher Physiker und Hochschullehrer.

## Leben
Der Vater von Walter Mischok war Steiger im Bergbau, seine Mutter Buchhalterin in einer Bank. 1961 legte er sein Staatsexamen als Fachlehrer für Physik und Mathematik ab. Er promovierte 1969 an der Technischen Hochschule Otto von Guericke mit einer Dissertation zum Thema Über zeitgenössische Deutungen und Bewertungen von im 19. Jahrhundert entdeckten Erscheinungen, die objektiv bereits eine Aussage über die Atome und deren Aufbau enthielten zum Dr. rer. nat. Im gleichen Jahr erfolgte seine Berufung zum Hochschuldozenten für Experimentalphysik. Walter Mischok habilitierte sich 1977 mit einer Arbeit auf dem Gebiet der Polymerphysik an der Pädagogischen Hochschule Potsdam. Von 1980 bis 1991 war er als Professor für Experimentalphysik und Forschungskollektivleiter für Polymerphysik an der Pädagogischen Hochschule Güstrow tätig. In dieser Zeit war er Direktor der Sektion Mathematik/Physik und Dekan der Mathematisch-Naturwissenschaftlichen Fakultät der PH Güstrow. Von 1977 bis 1989 wirkte er als Mitglied des Vorstandes des Fachverbandes Polymerphysik der Physikalischen Gesellschaft der DDR und als Vorstandsmitglied der Forschungsgemeinschaft „Organische Festkörper“ der Universitäten und Hochschulen der DDR. In den Jahren von 1991 bis 1993 hatte Walter Mischok eine ordentliche Professur für Experimentalphysik an der Universität Rostock inne.

## Schriften
- Der Einfluß struktureller Veränderungen auf den Glasübergang in teilkristallinem Poly(ethylenterephthalat). 2. Charakterisierung der übermolekularen Struktur, C. Schick, L. Krämer, W. Mischok et al., Acta Polymerica, Volume39, Issue12, December 1988
- Über zeitgenössische Deutungen und Bewertungen von im 19. Jahrhundert entdeckten Erscheinungen, die objektiv bereits eine Aussage über die Atome und deren Aufbau enthielten, Dissertation, 1969
- Komplexe Untersuchung des Zusammenhanges von molekularer Beweglichkeit und makroskopischem Relaxationsverhalten von partiell-kristallinem Polyäthylenterephtalat und Polyvinylchlorid mit Hilfe dynamischer Messverfahren (Habilitation), 1977[5]